# Sablé-sur-Sarthe
Sablé-sur-Sarthe település Franciaországban, Sarthe megyében. Lakosainak száma 12 194 fő (2022. január 1.). Sablé-sur-Sarthe Auvers-le-Hamon, Solesmes, Souvigné-sur-Sarthe, Vion, Bouessay, Saint-Brice, Saint-Denis-d’Anjou, Courtillers, Juigné-sur-Sarthe és Pincé községekkel határos.

## Népesség
A település népessége az elmúlt években az alábbi módon változott:
| Lakosok száma | 12 575 | 12 496 | 12 879 | 12 220 | 12 127 | 12 125 | 12 123 | 12 096 | 12 194 |
|               | 2013   | 2015   | 2016   | 2017   | 2018   | 2019   | 2020   | 2021   | 2022   |